# Albert (keresztnév)
Az Albert férfinév a germán Adalbert név német rövidülése. Az Adalbert elemeinek jelentése: nemes és fényes, híres. Az Albert női párja az Alberta, az Albertin és az Albertina. 

## Gyakorisága
Az 1990-es években ritkán fordult elő. A 2000-es és a 2010-es években nem szerepel a 100 leggyakrabban adott férfinév között.
A teljes népességre vonatkozóan a 2000-es években az Albert a 70-74., a 2010-es évek elején a 76-77. helyen állt. A név népszerűsége csökken.

## Névnapok
- április 23.[2]
- augusztus 7.[2]
- augusztus 24.[2]
- szeptember 5.[2]
- szeptember 27.[2]
- november 15.[2]

## Híres Albertek
„Albert” utónevű személyek szócikkeinek listája a Wikidata alapján